# John Arthur Jones
Pour les articles homonymes, voir Jones.
Pas d'image ? Cliquez ici

a Compétitions nationales et continentales officielles uniquement.

b Matchs officiels uniquement.
John Arthur Jones, né le 26 mai 1856 à Risca et mort le 20 janvier 1919 à Llandaff, est un joueur de rugby à XV gallois évoluant au poste d'avant pour le pays de Galles. 

## Biographie
John Arthur Jones est scolarisé à la Monmouth School où il découvre le rugby à XV. Il commence à jouer au haut niveau avec le club de rugby de Cardiff. Il est un des membres fondateurs du club de la capitale galloise en 1876. En 1877, à l'âge de vingt ans seulement, il en est le secrétaire et il devient du comité par la suite. Il dispute 55 rencontres avec le club de Cardiff. À côté du rugby, il occupe un emploi d'agent de l'Amirauté avant de devenir un administrateur du charbonnage. Jones est le premier international gallois de la filière du charbon et des mines, ce qui est le début d'une longue tradition de destins liés entre les mines de charbon gallois et le rugby à XV de cette principauté, une liste de plus de cent joueurs gallois ont travaillé dans le charbon et ont été internationaux de rugby à XV selon la fédération du pays de Galles de rugby à XV.
Jones honore sa première cape internationale quand il est retenu pour disputer le Tournoi britannique de rugby à XV 1882-1883 et la première rencontre entre le pays de Galles et l'Écosse. Jones fait partie d'un pack de dix avants, formule tactique alors en cours. Sous le capitanat de Charlie Lewis, Jones est un des trois nouveaux sélectionnés gallois, les deux autres sont Horace Lyne et John Griffin de Newport. Le pays de Galles s'incline trois tirs à zéro ; les sélectionneurs changent neuf avants pour le match suivant, il n'a plus l'occasion de connaître de nouvelle cape.
Jones tient diverses fonctions le reste de sa vie, y compris celle de High Sheriff of Glamorgan et plus tard celle de gouverneur de l'université de Cardiff.

## Statistiques en équipe nationale
John Arthur Jones dispute un seul match avec l'équipe du pays de Galles. Il participe au premier tournoi britannique.
| Année     | Compétition         | Matchs | Points | Essais |
| 1882-1883 | Tournoi britannique | 1      | -      | -      |
| Total     | Total               | 1      | -      | -      |